# Järla (tunnelbanestation)
Järla är en planerad tunnelbanestation inom Stockholms tunnelbana, i anslutning till nybyggnadsområden inom projektet Nacka stad. Stationen kommer att ligga nära Saltsjöbanans station Saltsjö-Järla, men utan direkt anslutning till den. Tunnelbanestationen är en del av Blå linjens planerade utbyggnad mot Nacka centrum och förväntas öppna år 2030.